# 야니스 세메르치디스
야니스 세메르치디스(그리스어: Ιωάννης Σεμερτζίδης, 1961년~)는 그리스의 물리학자로, 암흑물질 후보물질인 액시온을 탐구하고, 뮤온 g-2(muon g-2) 및 양성자 전기 쌍극자 모멘트(proton electric dipole moment, pEDM)를 포함한 저장 고리에서의 정밀 물리학을 연구하고 있다.
액시온과 pEDM은 강한 CP 문제(strong CP problem)와 밀접하게 연결되어 있다. 더욱이, pEDM이 0이 아닌 것으로 밝혀지면 우리 우주의 물질-반물질 비대칭성의 수수께끼를 해결하는 데 도움이 될 수 있다. 과거에 그는 브룩헤이븐 국립연구소 물리학과에서 여러 직책을 역임했으며, 저장 고리 전기 쌍극자 모멘트 협력(Storage Ring Electric Dipole Moment Collaboration)의 창시자 및 공동 대변인을 맡았다. 그는 기초과학연구원(IBS) 액시온 및 극한상호작용 연구단의 단장이며, KAIST 물리학과 교수이자 미국 물리학회 펠로우이다.

## 학력
세메르지디스는 1984년 그리스 테살로니키 아리스토텔레스 대학교에서 물리학 이학사 학위를 받았다. 그 후 뉴욕으로 이동하여 로체스터 대학교에서 물리학 석사 및 박사 학위를 각각 1987년과 1989년에 받았다.

## 경력
1990년부터 1992년까지 세메르지디스는 로체스터 대학교에서 연구원으로 근무했다. 이후 뉴욕에 머물며 1992년부터 브룩헤이븐 국립연구소 물리학과에서 조교 물리학자로 일했다. 다음 해인 1993년부터 1995년까지 유럽 입자 물리 연구소(CERN)의 PPE 부서에서 펠로우로 일하기 위해 휴직을 했다. 세메르지디스는 1997년 BNL로 돌아와 물리학자로 일했으며, 2000년 3월에 종신 교수직을 획득하고, 2012년 9월에는 종신 선임 과학자가 되었다. BNL에서 그는 주로 암흑 물질 후보로서 액시온과 관련된 여러 정밀 물리 실험과 저장 고리에서의 정밀 물리 실험, 뮤온을 포함한 실험, 그리고 양성자 전기 쌍극자 모멘트(EDM)를 증가된 민감도로 찾는 연구에 집중했다. 양성자의 전기 쌍극자 모멘트가 0이 아니면, 이는 양자역학에서 시간 반전 대칭(T)과 짝 반전 대칭(P)을 위반하게 된다. 이러한 대칭은 물질-반물질 비대칭 문제와 연결되어 있으며, 양성자 전기 쌍극자 모멘트를 관찰하면 그 수수께끼를 해결하는 데 도움이 될 수 있다. BNL에서 근무하는 동안 세메르지디스는 여러 학생들을 지도했으며, 그중 다수가 상을 받았다. 2015년 여름부터 그의 센터는 젊은 물리학 학생들을 대상으로 한 연례 여름 과학 프로그램(KUSP)을 개최하고 있다.
2013년 10월, 세메르지디스는 KAIST에 위치한 기초과학연구원 액시온 및 극한상호작용 연구단의 단장 및 KAIST 물리학과 교수가 되었다. 암흑 물질 연구는 액시온에 중점을 두고 있다. 액시온은 강한 CP 문제를 해결하기 위해 1977년 페체이-퀸 이론에 의해 제안된 가설적인 기본 입자이다. 액시온의 질량이 알려져 있지 않기 때문에, 그들은 큰 부피의 고자기장 및 마이크로파 공진기 내에서 액시온을 마이크로파 광자로 변환하는 피에르 시키비(Pierre Sikivie)가 고안한 기술을 사용하여 0.001 meV에서 1 meV 범위의 질량을 탐색하고 있다. 이 범위 내에 액시온이 존재한다면, 향후 10년 내에 발견될 가능성이 있다. 뮤온 g-2 실험과 기타 실험에서 개발된 기술을 활용하여, 전기 쌍극자 모멘트 실험의 정확도를 10^-29e-cm보다 더 향상시키기 위해 노력하고 있다.
2023년, 액시온 및 극한상호작용 연구단은 12T 자석을 사용하여 세계에서 두 번째로Dine-Fischler-Srednicki-Zhitnitsky 감도로 액시온을 탐색하는 그룹이 되었다. 첫 번째 그룹은 8T 자석을 사용하는 액시온 암흑 물질 실험(ADMX)이다.

## 수상
- 2005년: 미국 물리학회 펠로우[11][12]
- 2003년: 브룩헤이븐 국립연구소 과학 및 기술상